# Detektor plina
Detektor plina je naprava, ki zazanava prisotnost različnih plinov v območju, kjer se nahaja in je po navadi del varnostnega sistema. Uporablja se za zaznavanje uhajanja plina in služi kot vmesnik kontrolnega sistema, ki nadzira določeno območje ali delovni proces. Detektor plina lahko oddaja tudi zvočni signal tam, kjer prihaja do uhajanja in s tem opozori ljudi, da se umaknejo z ogroženega območja. Takšna naprava je pomembna, saj je mnogo plinov škodljivih za ljudi in živali.
Detektorji plina se uporabljajo za zaznavanje eksplozivnih, vnetljivih in strupenih plinov, kakor tudi za detekcijo pomanjkanja kisika. 
V redni rabi so v industriji, na primer na naftnih ploščadih ter v nadzoru proizvodnega procesa pri izdelavi fotovoltajike. V redni rabi so tudi pri profesionalnih gasilcih. 
Detektorji plina delujejo večinoma na baterije. 
Ko pride do prekoračitve mejne vrednosti določenega plina ali hlapov, oddajajo opozorilne znake kot alarm v zvočni ali vidni obliki (utipajoča luč, včasih v kombinaciji z najnovejšo LED tehnologijo).
Ob merjenju koncentracije plina senzor reagira na referenčni plin, ki služi kot referenčna točka. Ko detektor zazna presežek prednastavljene vrednosti, se sproži zvočni alarm ali pa se aktivira svetlobni signal. 
Detektorje proizvajajo kot prenosne ali kot stacionarne enote. Prvotno so jih proizvajali za zaznavanje enega plina, danes tovrstne naprave zaznavajo več strupenih ali eksplozivnih plinov hkrati ali pa kombinacijo obeh.

## Vrste detektorjev plina
Obstajata dva tipa detektorjev, prenosni in stacionarni. Prvi se uporabljajo za nadzor zraka v neposredni bližini ljudi in se ga nosi na obleki ali pasu.

## Detektorji za zaznavanje pomanjkanja kisika
Takšni detektorji se uporabljajo za varnost zaposlenih. Tekoči dušik (LN2), helij (He) in argon (Ar) lahko izpodrinejo kisik (02) v majhnih zaprtih prostorih, če pride do uhajanja teh plinov. Nenadno zmanjšanje vrednosti kisika lahko ustvari zelo nevarne delovne pogoje. Zato je zelo pomembno da so zaposleni opremljeni z detektorji, če delajo v okolju kjer so prisotni omenjeni plini. Laboranti, vsi ki delajo z magnetno resonanco, polprevodniki ter dobavitelji prej omenjenih plinov so tipičn uporabniki takšnih detektorjev.

## Detektorji za odkrivanje vnetljivih plinov
- Katalitični detektor
- Eksplozimeter
- Infrardeči točkovni detektor
- Infrardeči širokopasovni detektor

## Drugo
- Plamensko ionizacijski detektor
- Nedisperzivni infrardeči senzor
- Fotoionizacijski detektor
- Elektrokemični celični plinski senzor
- Senzor iz cirkonijevega oksida
- Katalitični senzor
- Polprevodnik iz kovinskih oksidov
- Zlati film
- Detekorske cevi
- Zbiranje vzorcev in kemične analize
- Piezoelektrične mikrokonzole

## Proizvajalci
- Industrijski, znanstveni